# 図司安正

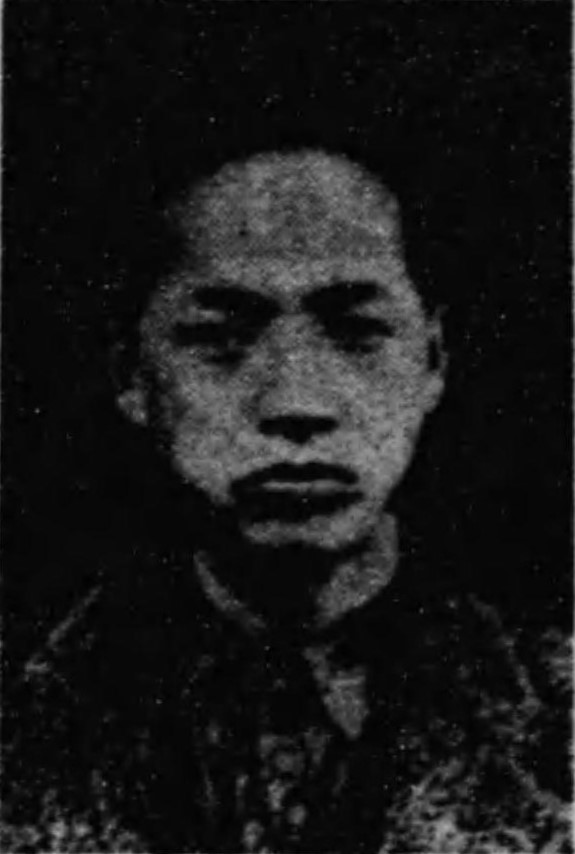
図司安正

図司 安正（圖司 安正、ずし やすまさ、1905年（明治38年）12月4日 - 1990年（平成2年）5月12日）は、日本の政治家。衆議院議員。

## 略歴
- 1905年（明治38年）12月4日 - 山形県に生まれる。
- 1927年（昭和2年） - 法政大学を卒業する。
- 1946年（昭和21年） - 第22回衆議院議員総選挙に山形2区から立候補し、当選（以後3期当選）する。
- 1950年（昭和25年）3月 - 第3次吉田内閣で電気通信政務次官に就任。
- 1990年（平成2年）5月12日 - 死去。84歳没。同月29日、特旨を以て位記を追賜され、死没日付で正五位に叙された[1]。

## 人物
1976年（昭和51年）に勲二等瑞宝章を受章している。